# NGC 78B
NGC 78B (другие обозначения — NGC 78-2, KCPG 6A, UGC 194, KUG 0017+005, MCG 0-2-5, MK 547, ZWG 383.1, PGC 1309) — линзообразная галактика (S0) в созвездии Рыбы.
Этот объект не входит в число перечисленных в оригинальной редакции «Нового общего каталога» и был добавлен позднее.